# 토비아스 리더
토비아스 리더(독일어: Tobias Rieder, 1993년 1월 10일~)는 독일의 아이스하키 선수로 포지션은 레프트윙이다. 현재 스웨덴 하키 리그의 벡셰 레이커스 HC 소속으로 활동하고 있다. 이전에는 내셔널 하키 리그(NHL)의 애리조나 카이오티스, 로스앤젤레스 킹스, 에드먼턴 오일러스, 캘거리 플레임스, 버펄로 세이버스에서 활약했으며, 총 478경기를 뛰었다.
독일 아이스하키 국가대표 선수로서 올림픽 1회, 세계 선수권 대회 5회 참가했다.